# الأدب الأكدي

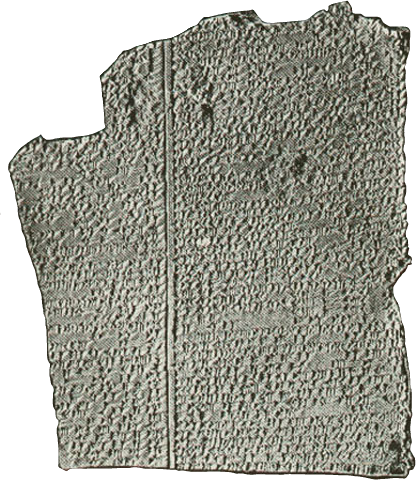

الأدب الأكدي هو أدبٌ قديمٌ كُتب باللغة الأكدية (باللهجتين الآشورية والبابلية) في بلاد الرافدين (آشور وبلاد بابل) خلال الفترة الممتدة ما بين العصر البرونزي وحتى العصر الحديدي (تقريبًا بين القرن الثالث والعشرين والقرن السادس قبل الميلاد).
شكّل الأدب الأكدي تقليدًا نصيًا مهمًا للقصة الأسطورية، والنصوص القانونية، والأعمال العلمية، والرسائل، والأشكال الأدبية الأخرى بالاستفادة من تقاليد الأدب السومري.

## الأدب في المجتمع الأكدي
نُقش معظم ما وصل إلينا من البابليين بالكتابة المسمارية عن طريق قلم معدني على ألواح طين، سماها بلينيوس الأكبر بالطوب المحروق، ويبدو أن البردية استُخدمت أيضًا، ولكنها تلاشت.
كانت توجد مكاتب في معظم البلدات والمعابد: يقول قولٌ مأثورٌ سومريٌّ قديمٌّ: «من يتفوق في مدرسة الخطاطين يجب أن يشرق مع الفجر». تعلمت النساء أيضًا الكتابة والقراءة مثل الرجال، وتضمن هذا في زمن الساميين معرفة اللغة السومرية المنقرضة، ونظام الكتابة المقطعية الموسع والمعقد. ساهمت الأساليب المتقدمة في الكتابة، والعلوم، والرياضيات عند البابليين في نتاجهم الأدبي كثيرًا.

## علاقته مع الآداب القديمة الأخرى
تُرجمت كميةٌ معتبرة من الأدب البابلي عن أصول سومرية، وظلت لغة الدين والقانون اللغة الإلصاقية القديمة للسومريين لفترة طويلة. جُمعت المفردات والقواعد وترجمات بين السطور من أجل استخدام الطلاب، وكذلك التعليقات على النصوص القديمة وتفسيرات الكلمات والعبارات غير الواضحة. نُظّمت وسُمّيت جميع حروف الكتابة المقطعية، وانصاغت في قائمةٍ متقنةٍ.
انبثقت الثقافة والأدب الآشوري عن بلاد بابل، ولكن حتى هنا كان يوجد اختلاف بين الدولتين. كان هنالك القليل من الأدب الآشوري أصليًا، وحُصر التعليم العام في بلاد بابل بصفٍ وحيدٍ في المملكة الشمالية. وكانت في بابل من المكانات القديمة جدًا. عندما أصبحت نينوى  مركزًا مهمًا للتجارة، في ظل الإمبراطورية الآشورية الثانية، أُضيفت اللغة الآرامية -لغة التجارة والدبلوماسية- إلى عدد من المواضيع التي كان يجب على الصف التعليمي تعليمها.
دخلت اللغة اليونانية إلى دولة بابل في ظل السلوقيين، ووُجدت أجزاءٌ من جداول مع كلمات سومرية وآشورية (أي البابلية السامية) مدونة بحروف يونانية.

## الأعمال المشهورة

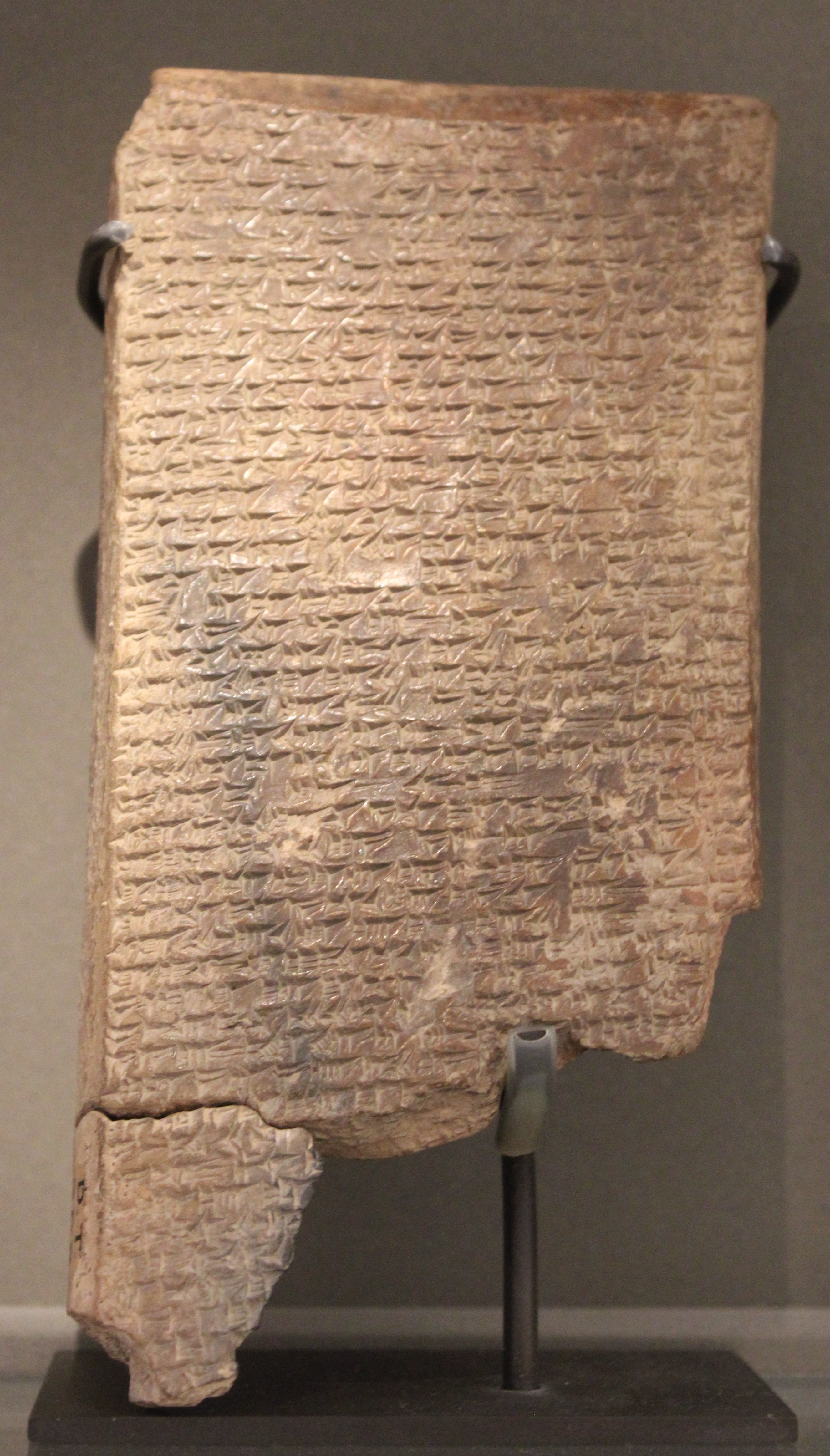
قَصيدة الصَّالِحُ المتألِّم من نينوى القرن السابع قبل الميلاد. متحف اللوفر (وديعة من المتحف البريطاني).

حسب إيه ليو أوبنهايم، يبلغ مجموع الجزء الأساسي من الأدب المسماري نحو 1.500 نص في أي وقت أو مكان، ويوجد ما يقارب نصفه بشكلٍ شظويٍّ، أي على الأقل الذي يعود للألفية الأولى، وتتضمن أشهر الأنواع (للسيطرة) نصوص الطوالع، والقوائم المعجمية، والتعاويذ الشعائرية، والتعاويذ المريحة للأعصاب والحامية من تأثير الشر، والملاحم التاريخية والأسطورية، والخرافات، والأقوال المأثورة.

### الملاحم المسجلة والمدونة والتاريخية
منذ نهاية القرن الرابع عشر قبل الميلاد فصاعدًا أصبحت اللهجة الآشورية عند الأكاديين غنية بالنقوش الملكية، ومن الأمثلة على ذلك ملاحم أداد نيراري، وتوكولتي نينورتا، وشلمنصر الثالث، والسجلات التي فهرست حملات الملوك الآشوريين المستجدين. وعلى أي حال، الملحمة الملكية التاريخية الأقدم هي ملحمة زمري ليم (نحو 1710-1698 قبل الميلاد من التسلسل الزمني القصير) ملك مملكة ماري. احتفظ الأدب المشابه من الحقبة البابلية الوسطى بشكل رديء إلى حد ما بالملحمة الشظوية لحقبة كيشيون،  المتمثلة بأداد شوما أصر ونبوخذ نصر الأول ومردوخ.
وُثّق السجل الموروث لأول مرة في مؤلفات العصر الحديدي الأقدم الذي يعود بالذكرى إلى الأزمنة السابقة، مثل تاريخ الملوك السابقة، وتاريخ السلالات، والتاريخ بّي، والتاريخ المتزامن الآشوري. استُردت سلسلةٌ مؤلفةٌ من خمسة عشر جزءًا من السجلات البابلية متدرجةً من الأحدث للأقدم تروي الفترة الممتدة ما بين نبوناصر (747-734 قبل الميلاد) حتى سلوقس الثالث (243-266 قبل الميلاد) واستُمدت من الأحداث السياسية الموصوفة في المفكرات الفلكية البابلية.

### الأدب الفكاهي
تمتد نماذج النصوص الكوميدية ما بين قصص التهريج والهجاء وتشمل أيضًا قصائد الحب الطريفة والألغاز. «عند المصبغة» هي قصة نزاع بين عامل تنظيف متغطرس وزبونه، إذ يقوم «رجل متأنق غير ناضج» بإلقاء محاضرة للمنظف عن كيفية غسل ملابسه مع تفاصيل مضحكة، ما يدفع المنظف الغاضب إلى الاقتراح بأن الرجل لن يخسر وقتًا إن أخذ ملابسه إلى النهر وغسلها بنفسه. ونظر بوهل إلى نقاش التشاؤم على أنه مثل عيد الإله ساتور، حيث تنقلب الأدوار بين السيد والخادم، وكما في قصص التهريج لسبايسر، إذ يثرثر السيد بعبارات مبتذلة فيقوم الخادم بتقليد ما يقوله. اعتبرها لامبر بمثابة أفكار مراهق متقلب مع ميول انتحارية.
يتعلق نص ألوزينو («المخادع»، أو الممازح، أو المهرج، أو المضحك) الموجود في خمسة أجزاء من من الفترة الآشورية الحديثة بفردٍ هو دابيبو، أكيل كارسي، «شخصية قاتلة»، والذي اكتسب قوته من خلال تسلية الآخرين بالمحاكاة الساخرة، والتقليد، والأغاني القذرة (السكاتولوجية). تقدم قصة الرجل الفقير النيبوري حكاية هدامة حول انتصار المستضعف على من هو أعلى درجة منه بينما يعد عضة كلب نيتورتا باكيدات نصًا مدرسيًا ذا طبيعة تمثيلية تهريجية.

### القانون
«القانون الآشوري القديم» هو من أقدم القوانين الأكدية، يرتبط بإدارة المحكمة التجارية لمستعمرة تجارية في الأناضول، نحو العام 1900 قبل الميلاد. قانون إشنونا هو مجموعة من ستين قانونًا سُمي باسم مدينة منشئه ويعود تاريخه لنحو عام 1770 قبل الميلاد. تعد شريعة حمورابي التي تعود لحوالي عام 1750 قبل الميلاد أطول المجموعات القانونية لبلاد ما بين النهرين، وتمتد لما يقارب ثلاثمئة قانون شخصي إلى جانب مقدمة وخاتمة مطولتين. يُعد مرسوم الملك أمي صادوقا الصادر في حوالي عام 1646 قبل الميلاد آخر إصدار من قبل خلفاء حمورابي.
يعود قانون الآشورية الوسطى إلى القرن الرابع عشر قبل الميلاد، وهو أكثر من مئة قانون موجود من آشور. تتعلق أحكام القصور الآشورية الوسطى المعروفة باسم «مراسم الحريم»، والممتدة ما بين عهد آشور أوباليط الأول، نحو عام 1360 قبل الميلاد، وحتى تغلث فلاسر الأول، نحو عام 1076 قبل الميلاد، بجوانب آداب السلوك اللائقة والعقوبات الشديدة (الجلد والبتر والإعدام) لإهانتها. عدد قوانين بابل الحديثة هي خمسمئة فقط، في نحو عام 700 قبل الميلاد، وهي غالبًا تعود لسيبار.